# Leiebos
Het Leiebos is een natuur- en recreatiegebied in de West-Vlaamse gemeente Wevelgem.
Het Leiebos omvat een gebied van 26 ha dat wordt beheerd door het Agentschap Natuur en Bos. Vanaf 1986 heeft men hier inheemse boom- en struiksoorten aangeplant. Het bos omvat twee oude Leiearmen en tevens werd de omgeving van de E403 ten zuiden van de Luchthaven Moorsele bij het gebied betrokken. Er is een speelbos voor de kinderen, er zijn hengelvijvers en er zijn diverse wandel- en fietspaden.
Tot de struiken behoort duindoorn, kardinaalsmuts en kruipwilg. Van de vogels kunnen worden genoemd: woudaap, kleine karekiet, fitis, zomertortel, nachtegaal en Cetti's zanger. De Leiearmen worden gekenmerkt door vele soorten vis.
In de omgeving van het Leiebos liggen nog het Kennedybos en het Preshoekbos.